# Ischnothyreus yueluensis
Ischnothyreus yueluensis är en spindelart som beskrevs av Yin och Wang 1984. Ischnothyreus yueluensis ingår i släktet Ischnothyreus och familjen dansspindlar. Inga underarter finns listade i Catalogue of Life.